# Everdale
Everdale war ein Aufbauspiel des finnischen Spieleentwicklers Supercell für Mobilgeräte (Smartphones, Tabletcomputer).
Everdale befand sich ab dem 23. August 2021 im Soft-Launch und war in der Beta für das iOS- und Android-System erhältlich. Während der Beta-Phase konnte man es in Kanada, der Schweiz, dem Vereinigten Königreich, den Nordischen Ländern, Australien, Neuseeland, Singapur, Hong Kong, den Philippinen und Malaysia spielen.
Am 3. Oktober 2022 kündigte das Entwicklerteam an, dass das Spiel zum 31. Oktober 2022 eingestellt wird. Am 26. Januar 2023 gab Supercell allerdings bekannt, dass sie das Eigentum an dem Spiel an MetaCore übertragen hat, das sich in Zukunft um die Produktion und Veröffentlichung kümmern würde. Am 18. September 2024 gab MetaCore bekannt, dass auch sie die Entwicklung eingestellt haben und das Spiel zurück an Supercell gegeben haben.

## Spielprinzip

### Das Spiel und die Teilung des Fortschritts
Bei Everdale handelte es sich um ein Aufbauspiel, mit dem Ziel, eine persönliche Utopie aufzubauen. Das Spiel bezeichnete sich selbst als friedliches Spiel, ohne Angriffe, keine Kriege und keine Verluste. Man konnte mit bis zu neun Spielern in seinem Tal zusammenspielen, mit ihnen Handel betreiben, Herausforderungen meistern oder Güter zusammen herstellen und abbauen.
Im eigenen Dorf hatte man das Ziel, neue Gebäude zu bauen, Landwirtschaft zu betreiben, Fähigkeiten freizuschalten und neue Einwohner anzulocken.

### Ressourcen
Man konnte verschiedenen Ressourcen in einem Forschungs-Baum (nicht lineare Abfolge von Forschungs-Zielen in Form eines Baumes) erforschen. Dabei waren sie in zwei Gruppen aufgeteilt: Primäre und sekundäre Ressourcen. Primäre waren dafür notig, im Spiel fortzuschreiten und wurden für Expandierungen des Dorfes genutzt oder, um andere primäre Ressourcen herzustellen. Sekundäre waren jedoch nicht essenziell, um fortschreiten zu können und waren lediglich für Aufträge im Tal benötigt. Somit musste nicht jedes Tal-Mitglied diese herstellen oder besitzen.

## Geschichte

### Entwicklung
Die Entwicklung begann im Herbst 2020 unter dem Namen Valleys & Villages. Die erste Alpha erschien unter dem Namen Osmium. Am 23. August 2021 startete das Aufbauspiel "Everdale" in die Beta-Phase, die für das iOS- und Android-System erhältlich war. Am 3. Oktober 2022 gab der Entwickler die Einstellung der Entwicklung bekannt und kündigte an, dass die Server für Everdale am 31. Oktober abgeschaltet werden sollten. Das Entwicklungsteam gab in einem Blogpopst bekannt, dass Everdale, trotz aller Bemühungen, nicht die gewünschten Standards, die für die eigenen Spieler festgelegt wurden, erfüllen konnte. Supercell bot den Spielern an, dass getätigte Ingame-Käufe in Everdale auf ein anderes Spiel des finnischen Publishers transferiert werden können. Diese Leistung umfasste aber keine Spiele, die sich noch in der Beta-Phase befinden.

### Einstellung
Das Spiel wurde am 31. Oktober 2022 von Supercell eingestellt.

### Neustart 2023 und erneute Einstellung
Am 26. Januar 2023 gab Supercell bekannt, dass sie das Eigentum an dem Spiel an MetaCore übertragen werden, das sich in Zukunft um die Produktion und Veröffentlichung kümmern wird. Am 18. September 2024 gab MetaCore bekannt, dass auch sie die Entwicklung eingestellt haben und das Spiel zurück an Supercell gegeben haben.